# Системы индексации автотранспорта в СССР и России
В СССР использовались стандартизированные системы классификации и наименований (индексации) легкового автотранспорта. Современная система была введена в 1966 году (отраслевая нормаль ОН 025270-66) и использует в качестве основания классификации рабочий объём двигателя для легковых автомобилей, полную массу для грузовых и длину для автобусов. Хотя нормаль формально больше не действует, в настоящее время в России эта система всё ещё носит официальный характер и в различном объёме используется большинством производителей автомобилей, а также используется для расчёта налоговой базы транспортного налога. Похожая система индексации используется в Китае.

## Ранние системы индексации
Первая чёткая система индексации автомобильной промышленности СССР была создана в 1943 году по инициативе ГАЗа в Отделе главного конструктора завода Самуилом Абрамовичем Человым и использовалась даже после введения новой системы образца 1966 года вплоть до XXI века (например, ЛАЗ–695Н производился до 2010 года).
Этот завод в 1938 году скопировал принцип обозначений у компании «Форд», которая обычно заказывала кузова легковых автомобилей у независимых субподрядчиков и потому присваивала каждому свой номер для внутреннего пользования, отличавшийся от обозначения рамных шасси, на который он ставился. В указанный период номер кузова ставился после номера шасси: так, прототипом советской «Эмки» стал Ford 40-730.
Приказом №554 от 15 ноября 1943 года наркома среднего машиностроения С. А. Акопова на всех автомобильных заводах и заводах смежных производств была введена так называемая Единая система нумерации деталей, узлов и агрегатов и моделей автомобилей. Первоначально по этой системе каждому автомобилю присваивалось обозначение-индекс из соединённых дефисами аббревиатуры завода-изготовителя и двух номеров основных частей легковушки – шасси и кузова, по «фордовской системе» – или трёх номеров основных частей грузовика – шасси, кабины и платформы – которые назначались из выделенного каждому из пяти тогдашних заводов страны диапазона (например, Москвич-400-420 или ГАЗ-51-71-80). Вскоре стало понятно, что систему нужно упростить, и грузовые автомобили уже к 1945 году стали обозначаться одним только номером шасси, а легковые машины аналогично сократили свои индексы в 1955, хотя позднее через дефис могли писаться постфиксы, обозначающие модификации или модернизации модели (например, ГАЗ-24-10).
Многим важным узлам и агрегатам автомобилей, например, двигателям и КПП, также присваивались номера из тех же диапазонов и аналогичные индексы. Для обратной совместимости уже использующиеся или использовавшиеся в серийном производстве номера (как для автомобилей, так и для их частей, никакой разницы не проводилось) резервировались: так, ЯАЗ не получил номера 202 и 203, поскольку две модификации мотора ГАЗ-11 уже назывались ГАЗ-202 и ГАЗ-203, но на не пошедшие в серию опытные образцы (например, ГАЗ-21 1936 года) это не распространялось, их номера можно было использовать вторично.
Ниже за диапазонами в скобках указаны примеры и примечания:
- 010–099: НАМИ (НАМИ-012)
- 1–99: ГАЗ (ГАЗ-21, ГАЗ-24)
- 100–199: ЗиЛ (до июня 1956 года ЗиС) (ЗиЛ-130)
- 200–249: КрАЗ (до 1958 года ЯАЗ) (ЯАЗ-200)
- 250–299: Новосибирский автозавод НАЗ (существовал в 1945—1949 гг., после чего диапазон передан КрАЗу) (КрАЗ-255)
- 300–399: УралАЗ (до 1961 года УралЗиС) (Урал-375)
- 400–449: АЗЛК (до 1967 года МЗМА), ИжАвто (тогда ИжМаш) (Москвич-412)
- 450–484: УАЗ (УАЗ-450, УАЗ-451, УАЗ-452, УАЗ-469)
- 485–499: Днепропетровский автозавод – ДАЗ (существовал в 1944–1951 гг., после чего диапазон передан УАЗу) (ДАЗ-485)
- 500–549: МАЗ, БелАЗ, МоАЗ (МАЗ-500, БелАЗ-540)
- 550–599: Мытищинский машиностроительный завод (ЗиЛ-ММЗ-555)(тот же самый диапазон использовался для гусеничных машин завода по индексатору ГАБТУ[4])
- 600–649: КАЗ, САЗ (КАЗ-608, САЗ-643)
- 650–674: Горьковский завод автобусов – ГЗА (позднее передан Павловскому (ПАЗ) и Курганскому (КАвЗ) автобусным заводам) (ПАЗ-652)
- 675–689: ЛиАЗ, ЗиУ, КАвЗ (После 1962 года, до этого имел диапазон 985—999) (ЛиАЗ-677, ЗиУ-682)
- 690–699: ЛАЗ (ЛАЗ-695)
- 700–929: ЛКЗ, электромобили НАМИ, ЕрАЗ, ГЗТМ/ГЗСА, автоприцепы любых заводов (К-700, ГЗСА-731, ОдАЗ-740, НАМИ-750, ОдАЗ-760, ЕрАЗ-762, ММЗ-768, ОдАЗ-784, ММЗ-812, МАЗ-847, САЗ-853, ММЗ-881, ОдАЗ-885, МАЗ-886, ГЗТМ-891, ГАЗ-900)
- 930–939: БАЗ (смог воспользоваться лишь индексами 930 и 931 в начале 1960-х; индекс 935 отошёл полуприцепу-фургону ОдАЗ)
- 940–964: Тартуский авторемонтный завод – АРТ, ГЗТМ/ГЗСА (ТА-942, ГЗСА-947, ГЗТМ-954; индекс 941 отошёл полуприцепу МАЗ)
- 965–974: ЗАЗ, ЛуАЗ (ЗАЗ-965, ЛуАЗ-967)
- 975–984: РАФ (РАФ-977)
- 985–999: КАвЗ (после 1962 года на свою модель (КАвЗ-985) получил индекс 685 из диапазона ЗиУ, после чего диапазон передан РАФу) (КАвЗ-985)

Эта система диапазонов нередко нарушалась. Например, КАЗ-585 и КАвЗ-685 имели номера не из своего диапазона. А при передаче автомобиля с одного завода на другой его цифровое обозначение нередко сохранялось, менялась только буквенная часть. Например, грузовые автомобили ЯАЗ-200 и ЯАЗ-205 после передачи производства в Минск стали называться соответственно МАЗ-200 и МАЗ-205, а вариант автобуса ГЗА-651, выпускавшийся в Латвии, обозначался как РАРЗ-651. В случае же, если на заводе, на который передавали модель автомобиля, в его конструкцию не вносили изменений, либо вносили незначительные, марка автомобиля не менялась и принадлежала заводу-разработчику. Например, ГАЗ-69 был передан на Ульяновский автозавод, однако продолжал выпускаться под маркой ГАЗ (при этом в случае модернизации переданного автомобиля в его индекс мог добавляться дополнительный числовой постфикс, например, ГАЗ-69-68, а мог и присваиваться новый).

## Современная система индексации
К 1960-м годам из-за «отсутствия централизованной системы выдачи номеров, в результате появления новых предприятий, нуждающихся в индексах моделей, и неосмотрительного расходования номеров для обозначения модификаций» многие диапазоны исчерпались, и в 1964 году всё тот же Челов, перешедший на работу вместе с сектором технической документации в ленинградский ЦНИИТА, разработал новую систему. Современная система, документированная отраслевой нормалью ОН 025270-66, применяется с 1966 года и (в России) по сей день, хотя не все производители придерживаются её в полном объёме. В соответствии с ней полное обозначение модели, присваиваемое головным институтом автомобилестроения (НАМИ), состоит из названия автозавода (например, КамАЗ) и цифрового индекса, содержащего не менее четырёх цифр (например, 5320). Первым серийным автомобилем, получившим подобное обозначение, стал ВАЗ-2101, а первым не пошедшим в серию проектом — НАМИ-1101 «Василёк» (оба — в том же 1966 году).

### Первая цифра
Первая цифра указывает на класс транспортного средства
- Для легковых автомобилей класс определяется согласно объёму двигателя и снаряжённому весу, а для грузовых — согласно полному весу[10].
- Третья и четвертая цифры обозначают фабричное число модели. Пятая цифра не обязательна и указывает на модификацию основной модели. Шестая цифра первоначально использовалась для обозначения экспортных вариантов.

|       | Первая цифра     | Первая цифра | Первая цифра                     | Первая цифра             | Первая цифра              | Первая цифра                                                                                        | Первая цифра    | Вторая цифра               | Шестая цифра             |
| Цифра | Класс            | Группа       | Лековые автомобили               | Лековые автомобили       | Грузовые автомобили       | Шинный общественный транспорт                                                                       | Двигатели       | Тип транспортного средства | Тип экспортного варианта |
| Цифра | Класс            | Группа       | Рабочий объём двигателя в литрах | Снаряжённый вес в тоннах | Полный вес в тоннах       | Длина в метрах                                                                                      | Объём в литрах  | Тип транспортного средства | Тип экспортного варианта |
| ----- | ---------------- | ------------ | -------------------------------- | ------------------------ | ------------------------- | --------------------------------------------------------------------------------------------------- | --------------- | -------------------------- | ------------------------ |
| 1     | Особо малый      | Первая       | 1,1–1,3                          | 0,8–0,9                  | 1,2–2                     | <5,5                                                                                                | 0,75–1,4        | Легковой автомобиль        |                          |
| 1     | Особо малый      | Вторая       | 1,3–1,5                          | 0,9–1,05                 | 1,2–2                     | <5,5                                                                                                | 0,75–1,4        | Легковой автомобиль        |                          |
| 1     | Особо малый      | Третья       | 1,5–1,8                          | 1,05–1,15                | 1,2–2                     | <5,5                                                                                                | 0,75–1,4        | Легковой автомобиль        |                          |
| 2     | Малый            | Первая       | 1,8–2,5                          | 1,15–1,3                 | 2–8                       | 6–7,5                                                                                               | 1,4–2           | Автобус                    |                          |
| 2     | Малый            | Вторая       | 2,5–3,5                          | 1,3–1,5                  | 2–8                       | 6–7,5                                                                                               | 1,4–2           | Автобус                    |                          |
| 3     | Средний          | Первая       | 3,5–5                            | 1,5–1,9                  | 8–14                      | 8–9,5                                                                                               | 2–4             | Грузовой автомобиль        | Левостороннее движение   |
| 3     | Средний          | Вторая       | >5                               | >1,9                     | 8–14                      | 8–9,5                                                                                               | 2–4             | Грузовой автомобиль        | Левостороннее движение   |
| 4     | Большой (Высший) | —            | (не регламентируется)            | (не регламентируется)    | 14–20                     | 10,5–12                                                                                             | 4–7             | Тягач                      |                          |
| 5     | Особо большой    |              |                                  |                          | 20–40                     | >16                                                                                                 | 7–10            | Самосвал                   | Умереный климат          |
| 6     |                  |              |                                  |                          | >40                       | Сочленённые или трёхосные                                                                           | 10–15           | Автоцистерна               | Тропический климат       |
| 7     | Прицеп           | Прицеп       | Прицеп                           | Прицеп                   | Карыерные самосвалы БелАЗ | Единственный автобус данного класса это сочленённый вариант Альтерна-6230 — перронная Альтерна-7202 | >15             | Фургон                     | Другие исполнения        |
| 8     | Полуприцеп       | Полуприцеп   | Полуприцеп                       | Полуприцеп               | Полуприцеп                | Полуприцеп                                                                                          | Газовые турбины | Специальный транспорт      | Другие исполнения        |

### Двигатели
Если в прошлой системе номер двигателя дублировал номер шасси, то в 1964 году Челов предложил создать новую систему индексации, которая бы отражала типоразмерность двигателя по его рабочему объёму:
Первую цифру 9 позднее отдали под газовые турбины (например, опытный ГТД ГАЗ–902). Следующие две цифры служили для обозначения базовой модели конкретного двигателя, причём для бензиновых вторая цифра должна была быть от 0 до 3, а для дизельных – от 4 до 9. А для модификаций могла добавляться четвёртая.

## Индексация в постсоветских государствах
Производители Белкомунмаш, Богдан, МАЗ, Эталон и Этон свою продукцию маркируют так:
| Автомобили                                        | Автомобили                                      | Автомобили                                    | Автобусы                                           | Автобусы                                            | Автобусы | Автобусы                             | Автобусы                                                                                | Автобусы                                 | Автобусы                                 | Автобусы                                           | Электротранспорт                                                                                      | Электротранспорт   | Электротранспорт |
| Грузовые автомобили                               | Легковые автомобили                             | Спецтранспорт                                 | Городские автобусы малого класса                   | Пригородные автобусы малого класса                  | Городские автобусы среднего класса                                                                                  | Пригородные автобусы среднего класса | Городские автобусы большого класса                                                      | Городские автобусы особо большого класса | Туристические автобусы                   | Школьные автобусы                                  | Электробусы                                                                                           | Электробусы        | Трамваи          |
| Грузовые автомобили                               | Легковые автомобили                             | Спецтранспорт                                 | Городские автобусы малого класса                   | Пригородные автобусы малого класса                  | Городские автобусы среднего класса                                                                                  | Пригородные автобусы среднего класса | Городские автобусы большого класса                                                      | Городские автобусы особо большого класса | Туристические автобусы                   | Школьные автобусы                                  | Троллейбусы IMC/F                                                                                     | Электробусы OC/IMC | Трамваи          |
| ------------------------------------------------- | ----------------------------------------------- | --------------------------------------------- | -------------------------------------------------- | --------------------------------------------------- | --- | ------------------------------------ | --------------------------------------------------------------------------------------- | ---------------------------------------- | ---------------------------------------- | -------------------------------------------------- | --- | ------------------ | ---------------- |
| 6317 • 5316 • 6425 • KM-450 • Карго • 2251 • 2351 | 2110 • 2111 • 2111 Cross • 2310 • 2312 • JAC J5 | С09211 • А09203 • А092КВ • А92Н • 2251 • 2351 | А049 • А064 • А065 • А066 • А067 • А06900 • А06921 | А09211 • А09212 • А09214 • А20310 • А20311 • А30141 | А081 • А091 • А092 • А09201 • А09202 • А09204 • А09205 • А09280 • А09282 • А093 • А20110 • А20111 • A30211 • A30212 | А145 • А1452                         | А50110 • А60110 • А144 • А70110 • А70112 • А70132 • А70190 • А70522 (гибридный автобус) | А231 • А80110 • А80111 • А80190          | А100 • А40112 • А40160 • А40162 • А40311 | А06904 • АХ071 • А20410 • А20411 • А30171 • А30172 | Е231 • Т50110 • Т60111 • Т60112 • Т70110 • Богдан Т70115 • Т70116 • Т70117 • Т80110 • Т90110 • Т90117 | А70100             | TR843            |

Шинный общественный транспорт производства автобусных цехов Минского автозавода и завода БелКомунМаш занимает диапазон 100–400
1XX – 1-е поколение
2XX – 2-е поколение
3XX – 3-е поколение
4XX – 4-е поколение (только Белкомунмаш)
6XX – односекционные трамваи Белкомунмаш
743 – 3-х секционные трамваи Белкомунмаш
8XX – одно- и многосекционные трамваи Белкомунмаш и Stadler Минск